# Copelatus leonardii
Copelatus leonardii är en skalbaggsart som beskrevs av Bilardo och Rocchi 1999. Copelatus leonardii ingår i släktet Copelatus och familjen dykare. Inga underarter finns listade i Catalogue of Life.